# Epidendrum platyphyllostigma
Epidendrum platyphyllostigma är en orkidéart som beskrevs av Eric Hágsater och García-cruz. Epidendrum platyphyllostigma ingår i släktet Epidendrum och familjen orkidéer.
Artens utbredningsområde är Panamá. Inga underarter finns listade i Catalogue of Life.